# マルス-ゼロの革命-
『マルス-ゼロの革命-』（マルス ゼロのかくめい）は、2024年1月23日から3月19日まで、テレビ朝日系「火曜9時枠の連続ドラマ」枠にて放送されたテレビドラマ。主演は道枝駿佑。
謎の少年が落ちこぼれの高校生6人と結成した動画配信集団が、大人社会に反旗を翻す戦いを描く。
タイトルのマルスとは古代ローマ神話における軍神を意味する。マルスの聖獣は狼。

## あらすじ
第1話
桜明学園3年の逢沢渾一は絶望感から自殺を試みるが、謎の少年・美島零に阻止される。零は転校生として再び渾一の前に現れ「君の問題を解決すれば、オレの言うことを聞く。できなかったら君の言うことを何でも聞こう」と賭けを持ちかける。零は「腐った世界から君を救う」と誓い、いじめ解決、動画研究部への昇格、脅迫メールの送り主特定を課題に挙げる。渾一は大学推薦の取り消しを脅されたことから、零の賭けに乗る。零は渾一の幼なじみの貴城香恋を巻き込みいじめの首謀者である澤井たちを制圧、いじめ問題を解決する。その後、零はバンドマンの二瓶久高、クールな呉井賢成、食いしん坊の桜庭杏花、野球部員の桐山球児を動画研究会に勧誘し、彼らと協力して脅迫犯がスクールカウンセラーの毛利新であることを突き止め、生徒たちを薬漬けにしていた悪事を動画で暴露する。零は動画集団マルスとして活動を開始し、自らを葬った者たちの闇を暴くことを宣戦布告する。零は渾一が狂言を働き毛利の悪事を暴くよう仕向けたことを見抜いており、渾一に対して逃げずに最後まで動画配信に付き合うよう誓わせる。
第2話
動画研究会は学園内の薬物蔓延を暴露する動画の反響から生徒会からの承認を得て部に昇格する。そんな中、桜明学園の生徒で陸上界のスターだった不破壮志がスポンサー企業ゼオラスの常務・火野武夫と契約で揉めて暴行した事件に零は興味を示し、暴行動画に違和感を感じ調査を始める。零は動画の読唇術から不破の本音を読み取り、彼の100メートル走の日本新記録が捏造である可能性を疑い、調査の結果、火野に取り入ろうとした時計メーカーが計測器に細工して「幻の新記録」を作り上げたと判明する。経済効果を目論み記録捏造の主導を暴露された火野は失脚する。するとクロッキーコミュニケーションズのCEO・國見亜門が零の前に現れ、国の未来を左右するプロジェクトが始まるので余計なことをするなと零を暴行し警告する。
第3話
大手建設会社の部長・桜庭直道を不動産詐欺事件に巻き込んだ詐欺集団の逃走映像が娘の杏花に届く。映像を送ったのは國見だが、彼の側近・大城大木が真意を確認しても「贖罪」とだけ答える。零は詐欺事件とクロッキー社の個人情報漏洩との関連性を感じ、調査に着手する。1年前、旧マルスによるクロッキー社の情報漏洩の告発を、零と撮影・編集担当のウドは國見と彼の仲間ウォンに拉致され潰されていた。マルスは映像から特定した詐欺集団のアジトに侵入し、監視カメラの映像から直道が地面師と知りながら取引したことが判明する。杏花は父の罪を知るが、「大人にとって都合のいい社会」から脱却するため証拠データを零に託す。地面師の立花敦史は詐欺の現行犯での私人逮捕は無理と強気に出るが、零は詐欺集団がアジトを不法占拠する証拠を掴み、事件の真相を配信し警察に突き出す。杏花は一家離散し、父の逮捕で学園で孤立するが、マルスの仲間に支えられる。
第4話
國見のプレス発表に乱入した零は、地面師のアジトから入手したウォンがクロッキー社の個人情報漏洩を立花に語る映像を公開するが、漏洩の証拠を提示できず退場となる。そのころ、賢成はオンラインゲームで知り合った白川妃奈が闇金サイト「スターキング」から借金で追い詰められ闇バイトで売春を強要されたと知る。零の公開映像には続きがあり、情報漏洩先が「スターキング」と語られていたことから、零は情報漏洩の証拠を掴み闇金サイトの壊滅を狙う。賢成は白川を助けるために闇金サイトに接触、現金輸送車の警備員に装い銀行の金を強奪する闇バイトを命じられる。支給された警備員の制服から標的の銀行を先読みした零は現金ケースに忍び込みアジトを突き止めるが、そこには幼い子供たちがいた。彼らは闇金サイトの黒幕だった。零は「正しいことをしても報われない」と言う子供をなだめ、1年前にクロッキー社の不正を訴え続けた倉科エリを思い出しながら、「俺たちが作り変えてみせるから」と誓う。しかし、零の公開映像を國見はフェイク動画と糾弾し、マルスを名誉棄損で訴えると告げる。
第5話
國見の名誉棄損の訴えにより、マルスは異常な数のアンチから犯罪者集団と中傷され、活動休止を余儀なくされる。デマを暴く動画配信者・ミスターKの扇動がこの中傷に影響していた。久高と球児は同級生の真中凛の投稿を発見し、彼女がホストの円城雅に売春を強要された状況を知る。マルスの名誉挽回のために、久高と球児は雅を追及する動画を配信する。しかし、ミスターKは極秘入手した雅の顧客データに女子高生はおらず、雅は濡れ衣を着せられたと主張し、マルスの排除を訴える。真中は本当の推しの怜王をナンバー1にするため嘘をついたことを認め、怜王への売掛金を代わりに払うと告げる電話に指示されたと明かし、久高と球児は何者かに嵌められたことを知る。零はマルスのメンバーを招集し、ミスターKの正体が國見の娘である香恋であることを明かす。香恋は信頼する父へマルスの活動を報告し、フェイク動画や真中への依頼、そして旧マルスのエリが自殺に追い込まれたのも彼女の仕業だったことが判明する。香恋は自分の行動を正義と主張するが、雅に恨まれ拉致監禁された球児が逃亡中に転落死する。
第6話
球児の事故死によりマルスは学園から無期限の活動休止を言い渡され零や賢成は姿を消し、フォロワー数が減少したマルスは分裂する。一方で、クロッキー社はエンダーグループと提携し高いポイント還元が支持されて登録者数が急増、國見は1億人の登録者数を達成すれば政府との連携でクロッキーが身分証明証に使用できるようになると発表する。そんな中、不破が動画研究部を訪れ、球児が生前マルスを存続させたいと語っていたことを伝える。1か月ぶりに姿を現した零は、中国の不動産会社社長コウ・シュウメイを名乗るウォンの正体を暴き、クロッキーとの関係を証明して、マルスの印象を変える復讐の第2章に着手する。零はウォンの潜伏先を探るために拘置所にいる立花に接触、ウォンに日本進出のためのアジトを依頼され、そのアジトで國見が旧マルスを脅す証拠映像がクロッキー社と取引されると知る。立花の部下・小山内がマルスの助っ人として現れ、ウォンのアジトへの突入を生配信するが、罠に嵌められて爆発に巻き込まれる。しかし、爆発に巻き込まれたのは身代わりの小山内であり、零は本当の取引現場の埠頭に現れる。零は中国に渡り、コウ・シュウメイがクロッキーに投稿した中国での生活は虚偽であったことを裏取りしたと告げ、香恋が盗み出した國見とウォンが旧マルスを脅す動画のコピーを配信し、父親の罪に立ち向かった香恋は、不破とともにマルスに迎え入れられる。
第7話
桜明学園でクロッキーの新機能をダウンロードしたスマホだけが使用不能になり、零はこれがクロッキーによるサイバーテロと疑念を抱く。零は國見の陰謀を阻止するため、クロッキーに出資するエンダーグループの会長・西城澪子に接触、國見の悪事を告発し提携を解消させる作戦を練る。そこに学園を長らく休んでいた賢成が現れ、革命の言葉に惹かれマルスに参加したが、球児の死に接し未知の危険に巻き込まれる恐怖に怯え、ただの高校生がクロッキーを止めることは難しいと不安を吐露したことから、零はメンバーを巻き込まないためにマルスの解散を告げる。零は週に一度公園に現れる西城に接触し國見のサイバーテロ計画を訴えるが、國見が直接関与している証拠はないと一蹴される。零は最終手段としてクロッキー本社に忍び込み新機能のウィルスデータを奪取する計画を実行する。セキュリティが万全なクロッキー社への侵入に零は弱音を吐くが、マルスの仲間たちが駆けつけ侵入をアシストする。零たちはデータを盗み出すもウィルスの情報は見当たらず、ミスターKに成りすました國見の秘書・大咲志乃が扇動し、逆にマルスがサイバーテロの実行犯に仕立て上げられる。システムエラーの責任をマルスになすりつけ、國見は真のプロジェクト「ゼウス」の幕開けを宣言するが、零は着ぐるみを脱ぎ素顔を晒し学園に立てこもり、無実を証明すると配信する。
第8話
プロジェクト「ゼウス」の発動により、クロッキーのアプリを搭載したスマホがフリーズし、免許証や保険証、キャッシュカード機能が使えず日本中がパニックとなる。零は國見の自作自演のサイバーテロを暴くため、学園に来ればウィルス除去の方法を教えると國見に呼びかけ、部室を確認に訪れた小見山教頭を人質にしておもちゃのナイフを突きつける。人生を台無しにするぞと咎める小見山に、零はいま戦わなければ先に進めないと闘志を燃やす。國見が学園に現れると、零はかつて國見が車内で発言した「平和ボケに浸かった日本国民の目を覚まさせるため国家転覆する」と語る音声を報道陣に暴露する。しかし國見は酷い切り抜きだと吐き捨て、テロをやめ警察に投降するよう呼び掛ける。すると普段は事なかれ主義の小見山が、「大人を頼れ」「生徒を守るのも教師の役目だ」と白マルスの着ぐるみを着て警察が待ち構える校舎外に出て囮になり、その間にマルスのメンバーを零のアジトに逃がす。零はアジトでエリのあとを追い亡くなったと告げたウドこと有働正巳は整形と減量により別人の容姿となり、大城大木としてクロッキー社に就職、1年前から國見の側近として内情を探っていたと明かす。國見を学園におびき寄せている間、ウドは社長室でクロッキーのアプリに不正ウイルスが仕込まれていた証拠やウイルス除去アプリ「ゼウス」のデータを入手し零と合流する月海橋に一足先に到着するが、そこにウドの動きを把握済みの國見が現れる。何も知らず後からやってきた零はウドが國見一味に拘束されている姿を目撃し、その場から逃走する。
最終話
零からの連絡で渾一たちは零のアジトから避難し、助けを求めた担任の砂川浅海の案内で学園の放送室に身を隠す。渾一は自分たちがクロッキーに嵌められテロリストに仕立て上げられたと砂川に説明する。身柄を拘束されたウドは入社の時から正体を把握済みで、クロッキーの情報を零に伝えるために泳がされていたと國見に明かされる。ウィルスによりスマホが使用できない状況が36時間経過し、デジタル文化大臣の蒲生知真はマルスをテロの犯人に仕立て上げ国民の留飲を下げようとする中、國見は西城にウィルス除去アプリ「ゼロユニバーサルシステム（通称ゼウス）」をマルスの逮捕後に発表、政府の失態をカバーしクロッキーの優位さを不動のものとすると説明するが、ゼウスが起動しないと大咲から報告が上がる。國見はゼウスをどこかに隠したかウドから聞き出そうとするが、ゼウスに細工したウドは正義のために戦っていると証言を拒否する。零はウドの指定した「マルスの魂が眠る場所」からゼウスの隠し場所をエリの眠る墓と推測し、渾一は零にそこに向かうよう促す。マルスがSITの突入に抵抗するも身柄を確保されたころ、ゼウスを回収した零は墓地に現れた國見と最後の対決の末に勝利しスマホが作動するようになると西城が緊急会見を配信、スマホのウィルスを除去できたのはマルスがクロッキーの自作自演のテロの情報を掴み阻止したからだと発表する。西城はかつて公園で弾き語りをしていたエリに惚れこみスカウトするがマルスでの「この世界をぶっ壊す」活動を理由に断られ、困ったことがあれば力になるとブレスレットを渡されていた話を知る零から助けを求められていた。西城は零に力を貸したのは國見が零をこの国の未来を託せる救世主と選んだからで、マルスがゼウスを奪還するまでがプロジェクトのシナリオであったと明かす。國見は敢えてヒールを演じテロの首謀者となるが、サイバーテロのパニックに乗じた株取引で何千億の資金を手に入れ、日本に未練はないのかと問う大咲にそれはこれからの若者次第と告げ中国に密航する。零はテロが阻止された日から姿を現さず、マルスのメンバーは学園を卒業しそれぞれの進路を歩み出す。零のアジトに赴いた渾一は居合わせたウドからアジトはもともと彼の家で、実は美島零という青年は名前や年齢や身分証明証も準備した架空のものと明かされ、零という青年は本当はいなかったのかもしれないと呟かれる。だが渾一は零はマルスのメンバーとして確かにそこにいたと告げる。渾一は零と初めて出会った埠頭に赴き思い出に浸っていると、そこに零が現れ生配信を始めるが「不適切動画」として突如削除される。

## キャスト

### 主要人物
美島零（みしま ぜろ） / ゼロ〈19〉
演 - 道枝駿佑
謎の転校生。カリスマ性を持ち、落ちこぼれの高校生たちを言葉巧みに扇動していく。
渾一が心の拠り所とした旧マルスの白毛の狼の着ぐるみを被る動画配信者「白マルス」の正体。金髪は本人曰く「地毛」。
クロッキー社をハッキングした際、國見の子供のイニシャルがKで桜明学園の生徒である情報を入手し、該当する6人の生徒を動画研究会に勧誘した。

### 新生マルス
零と桜明学園の落ちこぼれの高校生たちによって結成された動画集団。
逢沢渾一（あいざわ こんいち） / アイコン
演 - 板垣李光人
零の右腕。3年2組。学校でのいじめ、心の拠り所だった旧マルスの活動停止、脅されていたとはいえ学校に違法薬物を蔓延させたことに加担した罪悪感から人生に絶望し自殺を図ろうとしたところ、ゼロと出会う。
貴城香恋（たかしろ かれん） / ミスターK（ミスターケー）
演 - 吉川愛
渾一の幼馴染で初恋の相手。3年3組。
実は國見の娘で父のためスパイとなりマルスの活動を報告、動画配信者・ミスターKとしてマルスを罠に嵌める。
自分の行いを正義と信じるが、父がウォンと旧マルスを潰したと知り「大人にとって都合のいい社会」から脱却するため、父と決別する。
二瓶久高（にへい くだか）
演 - 井上祐貴
お笑い担当。お調子者で超ポジティブ思考なバンドマン。短ラン・リーゼント・髭の風貌で「ロックじゃねえ」が口癖。
桜庭杏花（さくらば きょうか）
演 - 横田真悠
癒し担当。3年3組。おっとりとしているが、時にその外見からは想像もつかない活躍を見せる。
呉井賢成（くれい けんせい）
演 - 山時聡真
頭脳派。毒舌家で教師やクラスメイトを見下している節がある。
桐山球児（きりやま きゅうじ）
演 - 泉澤祐希
優等生。野球部員で球児という名がついていながら、万年球ボール磨き。
ミスターK（香恋）に操られた真中に騙され、ホストの雅を追及する動画を配信し恨みを買い拉致監禁され逃走しようとするが、階段でもみ合いとなり転落死する。
不破壮志（ふわ そうし）
演 - 日向亘（第2話・第6話 - ）
短距離選手。3年2組。スポンサー企業のボス・火野の首を絞める動画が拡散され陸上部と学校を離れる。しかし新生マルスにより火野の不正を知り契約破棄を求めた騒動であったことが明らかとなり救われる。球児の死後、彼の弔い合戦に参加するためマルスの新メンバーとなる。

### 桜明学園

#### 教員
砂川浅海（すなかわ あさみ）
演 - 山口紗弥加
渾一のクラス担任（3年2組）。英語教師。教師という仕事に対しての情熱に欠ける。
小宮山茂（こみやま しげる）
演 - 岩松了
教頭。体裁にうるさい一面がある。
萩尾道哉（はぎお みちや）
演 - 徳井健太（平成ノブシコブシ）
3年生の学年主任。日本史教師。規律にうるさく、校門で毎朝、生徒の身だしなみをチェックしている。

#### 男子生徒
伊本岳（いもと がく）
演 - 皆藤空良
3年2組
加我玲央（かが れお）
演 - 徳永智加来
3年2組。
嶋原直人
演 - 嶋原叶人
飯田樹
演 - 宮地樹
牧園修平
演 - 江崎佳祐
3年2組。
大居太郎
演 - 麻倉温揮
3年2組。
立石直哉
演 - 小西詠斗
宇津木太
演 - 圓岡晃汰
3年2組。
桑西宗平
演 - 横山賢太郎
西久保瑛多
演 - 知念英和
時任修己（ときとう しゅうじ）
演 - 渡邉大器
染谷琳太郎
演 - 樋之津琳太郎
志藤唯人（しとう ゆいと）
演 - 友永杏慈
3年2組。

#### 女子生徒
成田未来（なりた みく）
演 - 成田胡桃
新見由奈
演 - RIKO（821）
3年2組。
羽村雫（はむら しずく）
演 - 平美乃理
3年2組。
増田蘭（ますだ らん）
演 - 水瀬紗彩耶
3年2組。
柳内碧瞳（やない みみ）
演 - 中山碧瞳
悠木理央
演 - 那須ほほみ
杉内希空（すぎうち のあ）
演 - 加藤希空
北尾亜美
演 - 怒賀音符
3年2組。
河北あずさ
演 - 藤嶋花音
羽村雫（はむら しずく）
演 - 平美乃理
三橋弥生
演 - 髙岡優
鎌田由衣
演 - 古田愛理
3年2組。
磯部麗良
演 - 麗良
森川柚葉（もりかわ ゆずは）
演 - 岬あかり

### クロッキー
SNS「XOCY（クロッキー）」を運営する大手通信事業グループ「クロッキーコミュニケーションズ」。
國見亜門（くにみ あもん）
演 - 江口洋介
CEO。日本におけるSNS産業のカリスマ的存在。旧マルスを壊滅させた零にとって最大の因縁の相手。
数多くの不正行為を行い、邪魔な存在はアジアンマフィアを使い脅迫する。格闘スキルにも秀でた危険な存在。
大城大木（おおしろ だいき） / 有働正巳（うどう まさみ）
演 - 戸塚純貴
國見の側近。システムエンジニア。
その正体は旧マルスの撮影・編集担当だったウドこと有働正巳で、旧マルスの壊滅直前に整形し20キロ減量したことで容姿が激変したことから偽造の身分証で大城に成りすましクロッキー社に就職、國見に接近して内情をスパイしていた。また、「ikemensaikou（イケメン最高）」のアカウントで渾一にメールを送信し、新生マルスの活動をアシストしていた。
大咲志乃（おおさき しの）
演 - 菜葉菜
國見の秘書。

### 旧マルス
倉科エリ
演 - 大峰ユリホ
動画の進行担当。赤毛の狼の着ぐるみを被る「赤マルス」。クロッキー社の個人情報漏洩を旧マルス壊滅後も一人訴え続けた。
しかしその訴えを信じてもらえず、ミスターK（香恋）に扇動された大衆からの中傷に屈し、自ら命を絶つ。
ウド
演 - 戸塚純貴
クロッキーの大城大木（おおしろ だいき）を参照。

### ゲスト

#### 第1話
澤井玄樹（さわい げんき）
演 - 西垣匠
桜明学園の3年生。クラスメイトの渾一を脅し、金を巻き上げるなどのいじめを行う。
零に制圧されると違法薬物の使用を通報すると脅され、毛利から薬物を買っていたと証言する動画を配信されるが、内容を否定する。
しかし零に違法薬物の原料となる植物を焼き払われ、毛利が薬物を蔓延させたと認める様子を配信され、薬物への関与が明るみとなる。
橋口丈、矢田恒夫、本野通、寺山優
演 ‐ 瀬野一至、鎌田和朗、中村榛、藤嶋遼太
渾一をいじめるクラスメイト。弱者のふりをした零に暴力を振るい金を巻き上げる様子をライブ配信され、配信後、零に制圧される。
軽音楽部の部員
演 - 杉本琢弥（BLACK IRIS）、河城英之介、小林櫂人、北原十希明
シティーポップスを演奏中「ロックじゃねえ」と二瓶がキレ始めたので、受験勉強もあるしバンドを解散しようと去っていく。
羽場、小関
演 - 櫻井健人（第2話）、関哲汰（ONE N' ONLY）（第2話）
野球部での桐山の後輩。球児という名前なのに桐山は一流のボール磨きだと陰口をたたく。
毛利新（もうり あらた）
演 - 野間口徹
スクールカウンセラー。いじめを受けている渾一の相談に乗っている。
しかしその裏で生徒のストレスを取り除く名目で違法薬物を与えていたと自らの悪事を正当化したことを零に非難され、蹴り倒される。
違法薬物の原料となる植物の栽培を渾一に気づかれると渾一の薬物への関与を捏造すると脅し、彼に生徒への薬物紹介を強要した。

#### 第2話
不破清美
演 - 室井滋（特別出演）
壮志の母。シングルマザーで弁当屋「ふわふわ弁当」を一人で切り盛りし、女手一つで5人の子供を養う。
壮志の正しいと思うことをやりたいようにやるよう、零に教えられた新生マルスの動画配信が行われる陸上競技場に連れていく。
不破家の次男
演 - 大澤加門
壮志の弟
火野武夫
演 - 勝村政信
大手スポーツメーカー「ゼオラス」の常務取締役。スポーツ界のドン。
クロッキー社の自社へのスポンサー就任を期待し、國見の画策したスポーツ界のヒーローを作為的に作り上げる「不破プロジェクト」に乗り、壮志をスポーツ界のスターに祭り上げ、経済効果の呼び水にしようと暗躍していた。
森茂雄（もり しげお）
演 - 小松和重
時計メーカー「ランロック社」の現場総括。日本の公式タイマーに選ばれるにはゼオラスの後押しが必要で、火野に取り入ろうと彼の指示で壮志が100メートル走の日本新記録をだしたレースで計測器の1秒が0.75秒と計測される細工をするが、そのことを後悔していた。
ゼオラスの社員
演 - 田中啓三
火野の部下。
東山蓮都
演 - 西山蓮都
東京市中学校大会100m優勝者。旧マルスと「突撃! 100m走地区大会優勝者に挑んでみた!」の動画内で対決し破れた。
その後は陸上を止めて半グレになったと説明された。
カップル
演 - 萩野祐矢、宮崎結希乃

#### 第3話
立花敦史
演 - 尾美としのり（第6話）
地面師。失踪中の土地所有者・嘉村優二なりすまし、土地売買の詐欺を働き90億円を騙し取り逃走、逮捕を逃れる。
マルスによる逮捕されると零の「自分たちの場所を取り戻す」との言葉に応え、ウォンのアジトや旧マルスを脅す動画の取引を明かす。
桜庭直道
演 - 鶴見辰吾
杏花の父。大手建設会社「澤水建設」の部長で、地面師事件で詐欺に遭ったプロジェクトの責任者。事件後退職し、現在は無職。
立花の成りすましを知りながら、土地をどうしても手に入れるため取引に応じたが、本物の嘉村が現れたことで目論見がとん挫する。
マルスの動画配信で詐欺事件に加担していたことを暴露されると「お前のせいで俺は全てを失った」と杏花に逆ギレする。
桜庭友恵
演 - 片岡礼子
杏花の母。地面師事件の失態で会社を辞めた夫に愛想をつかすと、離婚届を残しひとりで家を出て行く。
その後、携帯電話の番号も変えており、杏花とも音信不通となる。
ウォン / コウ・シュウメイ
演 - 浜田学（第4話・第6話）
國見の汚れ仕事を引き受けるアジアンマフィアの中国人。
中国の不動産会社社長コウ・シュウメイを名乗り、クロッキー社のSNSに中国での生活の様子をアップしていたが、中国に渡った零にすべて虚偽の書き込みと裏取りされる。
小山内
演 - 二ノ宮隆太郎（第6話）
立花の部下。立花と接触した零に協力し、ウォンの潜伏先に突入する白マルスを演じた。
舞浜浩太
演 - 島野知也（第6話）
立花の部下。
ヤン
演 - 石川誠（第6話）
ウォンの部下。
嘉村優二
演 - 嶋村太一
地面師詐欺の舞台となった土地の本当の所有者。失踪中に立花に成りすまされていたが、土地売買が成立したころに姿を現し所有地の売買が無効となる。

#### 第4話
白川妃奈
演 - 田辺桃子
賢成がオンラインゲームで知り合った女性。ゲーム課金のために闇金サイト「スターキング」から借りた15万円の利子が積もり3百万円に達し、売春の闇バイトを迫られた。
増岡
演 - 阿見201
偽の現金輸送車を出迎えた闇バイトの従事者。侵入してきたマルスのメンバーたちと格闘する。
糸田
演 - 日野出清
賢成に声をかけて来た銀行強盗の闇バイトの従事者。
荒木
演 - 安田裕
闇バイトの従事者。「恵野警備」の偽の現金輸送車と、逃走用の「龍飛運輸」の商用車の運転手。
男性
演 - 掛札高志
債務返済のため闇バイトで売春する白川をホテルに連れ込もうとした男性。賢成たちに阻止される。
銀行員
演 - 貴堂寛之、山口信行
偽の現金輸送車を出迎えた「城都銀行」の銀行員。
沖野、木庭、新條、日吉、床田
演 - 小林優仁、鈴木かつき、渡邉斗翔、潤浩、浅田芭路
債務者を闇バイトに誘う闇金「スターキング」の黒幕たち。年端も行かない小学生であった。

#### 第5話
円城雅
演 - 上田竜也（KAT-TUN）
ホストクラブ「KING AI」のナンバー1ホスト。
怜王
演 - 中尾暢樹
「KING AI」のナンバー2ホスト。
真中凛
演 - 秋田汐梨
桜明学園3年生。推しのホスト・雅への売掛金に窮し、売春の強要や暴力を受け「推しに殺される」とマルスに助けを求める。実際は本当の推しである怜王を優位に立たせるために、雅を悪者に仕立て上げ排除するための虚偽の依頼で、ミスターK（香恋）から怜王への売掛金を支払う交換条件で依頼するよう持ち掛けられていた。
客
演 - 川目モネ
円城の客。
ホスト
演 - 桜田螢、菊池雄人
雅の手下。雅の命令で球児と久高を拉致しようとする。

#### 第6話
西城澪子
演 - 原田美枝子（第7話 - 最終話）
大手流通企業「エンダーグループ」会長。クロッキーと業務提携を結ぶ。

#### 第7話
蒲生知真
演 - 矢島健一（第8話・最終話）
デジタル文化大臣。クロッキーのセキュリティを政府が管轄することになった、と國見に伝えに来る。
秘書
演 - 越村公一（第8話）
西城の秘書。
警備員
演 - 吉川一勝、高嶋宏一郎、川邉勇太
クロッキー社の警備員。
リポーター
演 - 並木万里菜（テレビ朝日）（第8話）
昨夜より銀行のカードが使えなくなったニュースを大手町から伝える。
西城の運転手
演 - 中村敦

#### 第8話
リポーター
演 - 馬場典子
マルスのメンバーが立て籠もった桜明学園高校前からリポートする。
男性
演 - 加藤衛、織田浩之介
一向に携帯電話が使えるようにならないことを嘆くサラリーマン。
職員
演 - 片山公輔
クレームを一身に浴びる戸籍住民課の職員。
男性
演 - 小高三良
スマホの保険証が提示できないと実費請求されちゃうよ、と職員に詰め寄る。
フリーター
演 - 池田永吉
スマホの免許証が見せられないと運転できないでしょ、と職員に詰め寄る。
オペレーター
演 - 忠美旬子、森口幸音
苦情対応にあたる東京GFU銀行の電話オペレーター。
機動隊員
演 - 田中嘉治郎、遠藤勝、野中誠仁
SITメンバー。

#### 最終話
ニュースキャスター
演 - 草薙和輝（テレビ朝日アナウンサー）
クロッキーのアプリが入った携帯電話が使えなくなってから、36時間経過したことを伝える。
エンダーグループが会見を開き、クロッキーのウィルス除去に成功したことを伝える。
リポーター
演 - 宮田愛子
逃走したマルスが再び桜明学園に潜伏していたニュースを現場からリポートする。

## スタッフ
- 脚本 - 武藤将吾[1]
- 音楽 - 未知瑠[1]
- 主題歌 - SUPER BEAVER「幸せのために生きているだけさ」（ソニー・ミュージックレーベルズ）[83]
- 挿入歌 - SUPER BEAVER「小さな革命」（ソニー・ミュージックレーベルズ）[84]（第6話 - ）
- ゼネラルプロデューサー - 中川慎子（テレビ朝日）[1]
- プロデューサー - 田中真由子（テレビ朝日）、中沢晋（オフィスクレッシェンド）[1]
- 監督 - 平川雄一朗、片山修[1]、竹園元、二宮崇
- 制作協力 - オフィスクレッシェンド[1]
- 制作著作 - テレビ朝日[1]

## 放送日程
| 部                                                           | 各話   | 放送日  | サブタイトル                                        | 監督       | 視聴率 |
| ------------------------------------------------------------ | ------ | ------- | --------------------------------------------------- | ---------- | ------ |
| 第一部                                                       | 第1話  | 1月23日 | 19歳、謎の転校生現る                                | 平川雄一朗 | 5.7%   |
| 第一部                                                       | 第2話  | 1月30日 | スポーツ界のドンvs7人の高校生                       | 平川雄一朗 | 4.5％  |
| 第一部                                                       | 第3話  | 2月06日 | 被害90億円!地面師事件                               | 片山修     | 3.4％  |
| 第一部                                                       | 第4話  | 2月13日 | 恋人を救うため…闇バイトに潜入!                      | 片山修     | 3.7％  |
| 第一部                                                       | 第5話  | 2月20日 | 仲間の裏切り、そして死…衝撃の第一部、完結!          | 平川雄一朗 | 3.0％  |
| 第二部 復讐篇                                                | 第6話  | 2月27日 | 第二部・復讐篇 最愛の人を亡くした男の逆襲が始まる…! | 片山修     |        |
| 第二部 復讐篇                                                | 第7話  | 3月05日 | サイバーテロで国家危機!? 宿敵から証拠を奪い出せ!    | 竹園元     | 3.1%   |
| 第二部 復讐篇                                                | 第8話  | 3月12日 | 最終章!立てこもり事件発生…宿敵と生中継で対決!       | 二宮崇     |        |
| 第二部 復讐篇                                                | 最終話 | 3月19日 | マルス逮捕まで19時間…逃亡者ゼロvs國見 最後の闘い!   | 片山修     | 3.0%   |
| （視聴率はビデオリサーチ調べ、関東地区・世帯・リアルタイム） |        |         |                                                     |            |        |

- 初回は21時 - 22時の6分拡大放送[93]。

## 配信コンテンツ
『ROAD TO ゼロ-道枝駿佑、新たなる挑戦-』（ロード トゥ ゼロ みちえだ しゅんすけ あらたたなるちょうせん）のタイトルで2024年1月19日、2月6日、3月12日の3回に渡り、本編撮影の裏側にカメラが完全密着し主演の道枝に追ったドキュメンタリーがTELASAにて配信された。

### 出演（配信コンテンツ）
- 道枝駿佑
- 津田健次郎（ナレーション）

### 配信日程（配信コンテンツ）
| 各話 | 配信日  |
| ---- | ------- |
| #1   | 1月19日 |
| #2   | 2月06日 |
| #3   | 3月12日 |

## 受賞
2024年
- 第27回日刊スポーツ・ドラマグランプリ 冬ドラマ
  - 作品賞
  - 主演男優賞（道枝駿佑）
  - 助演男優賞（板垣李光人）
  - 助演女優賞（吉川愛）